# Hamida Djandoubi
Hamida Djandoubi (22 de septiembre de 1949 - 10 de septiembre de 1977) fue la última persona en ser ejecutada en Francia. Inmigrante de origen tunecino, fue guillotinado en la Prisión de Baumettes (Marsella) por la tortura y asesinato de Elisabeth Bousquet, su exnovia.
En julio de 1974, en Marsella, Djandoubi secuestró a la joven Bousquet, de 21 años, y la llevó a su casa, donde la torturó durante horas. Posteriormente, la trasladó desnuda e inconsciente a las afueras, lugar en que la estranguló y ocultó su cadáver. El cuerpo fue hallado pocos días después por unos niños.
Djandoubi fue detenido al cabo de unos meses y, tras confesar el crimen, fue condenado a muerte el 25 de febrero de 1977 por un tribunal de Aix-en-Provence. El 9 de junio se desestimó el recurso contra su sentencia y en la madrugada del 10 de septiembre se confirmó que no obtendría un aplazamiento o indulto del Presidente Valéry Giscard d'Estaing. Poco después, a las 4:40 de la mañana de ese mismo día, fue guillotinado. Su verdugo fue Marcel Chevalier.
La pena de muerte se abolió en Francia en 1981, siendo Presidente de la República François Mitterrand.
Fue la última persona guillotinada.
- Datos: Q465589